# Лешно (Псковская область)
Лешно — деревня в России, в Пустошкинском районе Псковской области. Входит в состав Забельской волости.

## География
Деревня расположена на западном берегу Лешенского озера, в 41 км к северо-востоку от районного центра города Пустошка и в 15 км к северу от волостного центра деревни Забелье.

## Население
| 2002 | 2010 |
| ---- | ---- |
| 49   | ↘30  |

Численность населения деревни по оценке на начало 2001 года составляла 56 жителей.

## История
С 1995 до 2005 года деревня входила в состав ныне упразднённой Бессоновской волости.